# Douce France (téléfilm)
Pour les articles homonymes, voir Douce France.
Pour plus de détails, voir Fiche technique et Distribution.
Douce France est un téléfilm français réalisé par Stéphane Giusti et diffusé le 9 décembre 2009 sur France 2.

## Fiche technique
- Scénario : Stéphane Giusti, Frank Nicotra, Raphaëlle Valbrune et Régis Wargnier
- Musique : Lazare Boghossian
- Durée : 180 minutes
- Pays :  France
- Date de diffusion : 17 septembre 2009 (Festival de la fiction TV de la Rochelle)

## Distribution
- Mehdi Nebbou : Abdel Chaouche
- Malik Zidi : Mourad Chaouche
- Élodie Bouchez : Muriel
- Karina Testa : Leila Chaouche
- Hammou Graïa : Kader Chaouche
- Farida Rahouadj : Fatima Chaouche
- Najib Oudghiri : Nordine Chaouche
- Thomas Chabrol : José
- Jérémie Elkaïm : Jérôme Perrin
- James Gerard : David Britten
- Aladin Reibel : Jacques Delannoy
- Brigitte Roüan : Raphaëlle Andrieux

## Récompenses
- Au Festival de la fiction TV de La Rochelle 2009[1] :
  - Meilleure interprétation masculine pour Mehdi Nebbou
  - Révélation féminine pour Karina Testa